# Culex castor
Culex castor är en tvåvingeart som beskrevs av Meillon och Lavoipierre 1944. Culex castor ingår i släktet Culex och familjen stickmyggor. Inga underarter finns listade i Catalogue of Life.